# Particípio presente
O particípio presente é uma derivação da forma verbal no tempo presente encontrada em algumas línguas. Ele pode ser empregado como verbo, adjetivo ou substantivo.

## Particípio presente no português
Em português, o particípio presente (ou ativo) geralmente tem função de adjetivo ou de substantivo. Usualmente é formado com as terminações -ante, -ente e -inte (pipocante, presidente, constituinte). No entanto, a maioria dos gramáticos considera que não existe mais particípio presente no português contemporâneo, sendo tais palavras substantivos ou adjetivos, apesar de a formação de derivados com nte ter grande vitalidade, criando palavras tais como "dançante", "escrevente", "cantante", "titubeante", "ziguezagueante", "condizente", "embelezante", "ululante" e "assinante", entre várias outras. Algumas palavras ainda exprimem ação como "ardente", "cadente", "fervente", uma vez que uma chama ardente; estrela cadente ou água fervente só o são se estiverem em estado permansivo, de forma que a ação é condição sine qua non para atribuir o particípio presente a tais vocábulos. Outras palavras também terminadas em -nte (amante, reluzente, seguinte) são derivadas do particípio presente latino.

## Particípio presente em outras línguas
A seguir, exemplos de verbos no particípio presente em outros idiomas:
- latim: amans, occidens
- Esperanto: estanto, faranto
- inglês: being, doing
- francês: étant, brillantes
- alemão: lobend, sagend
- italiano: svolgente, credente
- holandês: lopend, makend
- tupi: xaixuara, iukáara
- lituano: einantis
- finlandês: tekevä (ativo) e tehtävä (passivo)